# Шайковка (залізнична станція, Калузька область)
Шайковка (рос. Шайковка) — залізнична станція в Кіровському районі Калузької області Російської Федерації.
Населення становить 12 осіб. Входить до складу муніципального утворення Присілок Виползово.

## Історія
Від 2004 року входить до складу муніципального утворення Присілок Виползово.

## Населення
1. Н/Д[2]